# Intersecția de autostrăzi Erfurt
Intersecția de autostrăzi Erfurt (în germană Autobahnkreuz Erfurt, abreviere: AK Erfurt; forma scurtă: Kreuz Erfurt) este o intersecție de autostrăzi din Turingia. Aici se intersectează autostrada federală A 4 (Aachen - Eisenach - Jena - Görlitz) (Drumul european 40) și autostrada federală A 71 (Sangerhausen - Schweinfurt).

## Geografie
Intersecția este situată la un kilometru sud-vest de cartierul Molsdorf pe colina Orgelberg din districtul Erfurt și marchează marginea de sud-vest a capitalei landului Turingian, Erfurt. Localitățile din jur sunt Thörey, Ichtershausen, Kornhochheim și Eischleben. Este situat la aproximativ 10 km sud-vest de centrul orașului Erfurt și la aproximativ 140 km nord-est de Würzburg. Intersecția de autostrăzi Erfurt face parte din Erfurt Ring.
Intersecția de autostrăzi Erfurt are numărul 45 pe A 4 și numărul 12 pe A 71.

## Detalii constructive
În această zonă A 4 are șase benzi de circulație iar A 71 are patru benzi. Toate rampele (bretelele) sunt cu o singură bandă.

## Caracteristici speciale
Noua rută Ebensfeld-Erfurt unește partea de est a nodului de autostradă și ambele autostrăzi prin Viaductul Ichtershausen Geratal, înainte de a continua parțial paralel cu A 71 spre Coburg. Structura podului există din anul 2000, când a fost construită ca parte a noii construcții a A 71 și a nodului de autostradă Frfurt. A fost dat în folosință în decembrie 2017. Din cauza unghiului de intersecție a celor două autostrăzi, forma de trifoi a intersecției este ușor modificată.
Intersecția de autostradă dă numele zonei comerciale Erfurter Kreuz din apropiere, cea mai mare zonă comercială din Turingia.

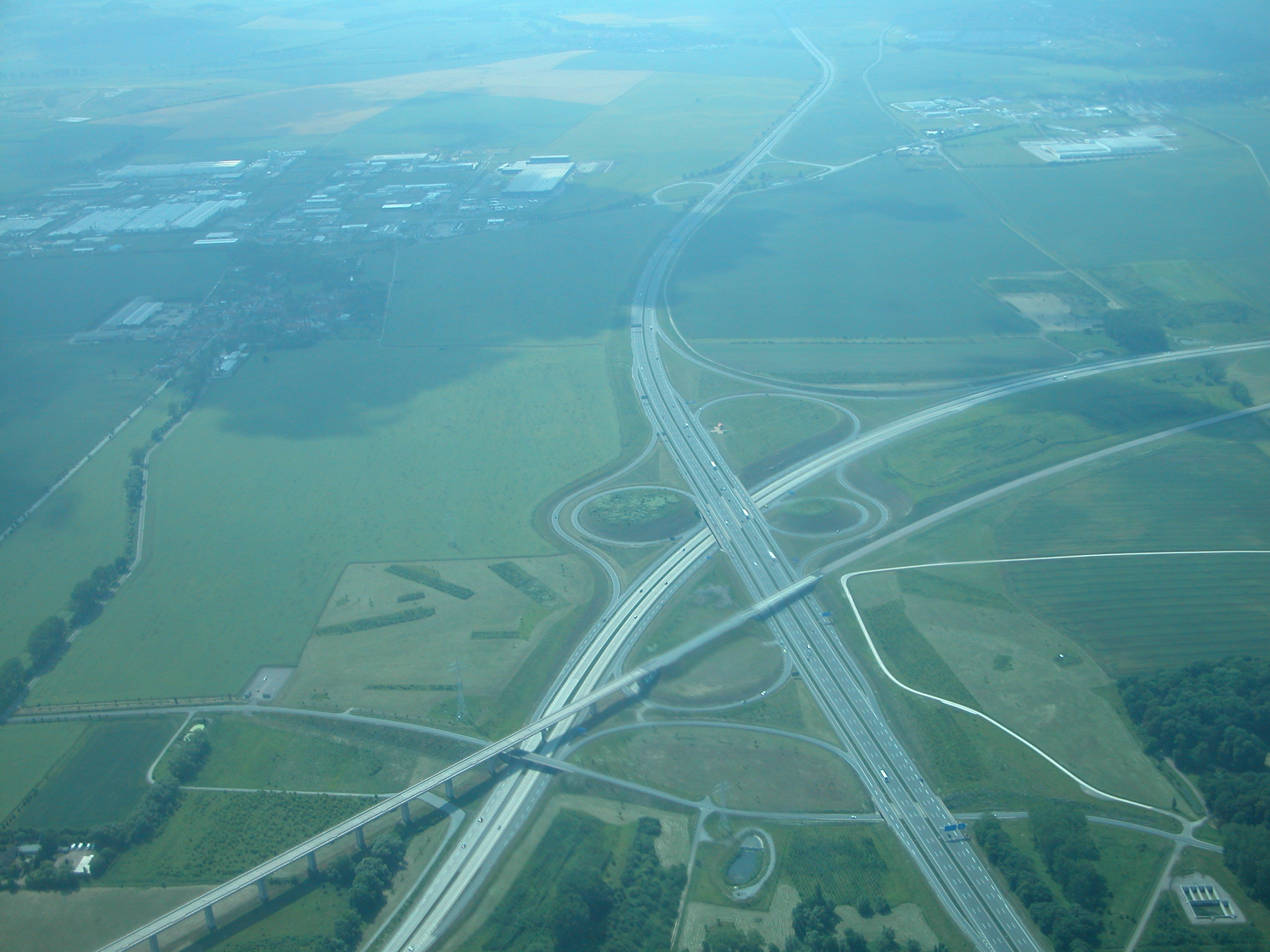
Vedere aeriană a intersecției Erfurt
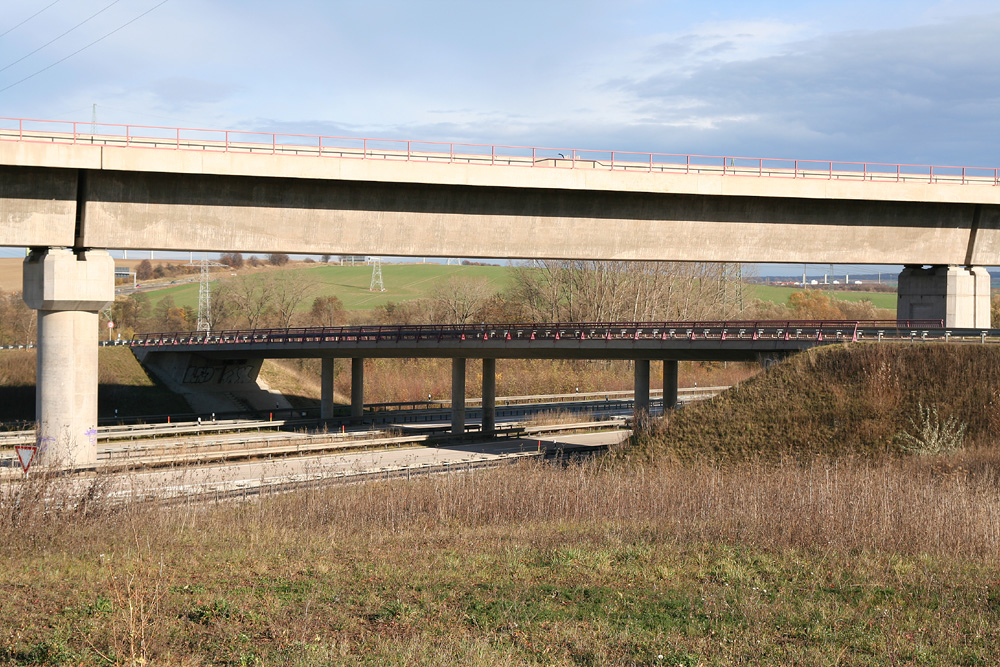
Viaductul Geratal (sus) trece peste A 71 (jos) și peste un drum comunal (Kreisstraße) (mijloc)